# Тахеометрический ход
Тахеометрический ход или Теодолитно-высотный ход — это геодезический, планово-высотный ход, представляющий собой замкнутый или разомкнутый многоугольник в котором измерены горизонтальные, вертикальные углы и длины всех сторон.Теодолитный ход, в котором кроме определения координат точек хода, методом тригонометрического нивелирования определяют их высоты. Логически представляет собой последовательную цепочку пространственных линейно-угловых засечек.

## Технология
На каждой стороне хода вертикальным угломерным инструментом (теодолитом или тахеометром) технической точности измеряют углы наклона. Расстояния измеряют нитяным дальномером, мерной лентой или светодальномером, дважды в прямом и обратном направлении. Измерение горизонтальных углов выполняют одним приемом, горизонтальным угломерным инструментом (теодолитом или тахеометром).
Расчет производится по формулам: